# Jamaitidion
Jamaitidion là một chi nhện trong họ Theridiidae.